# Silnice 65 (Jordánsko)

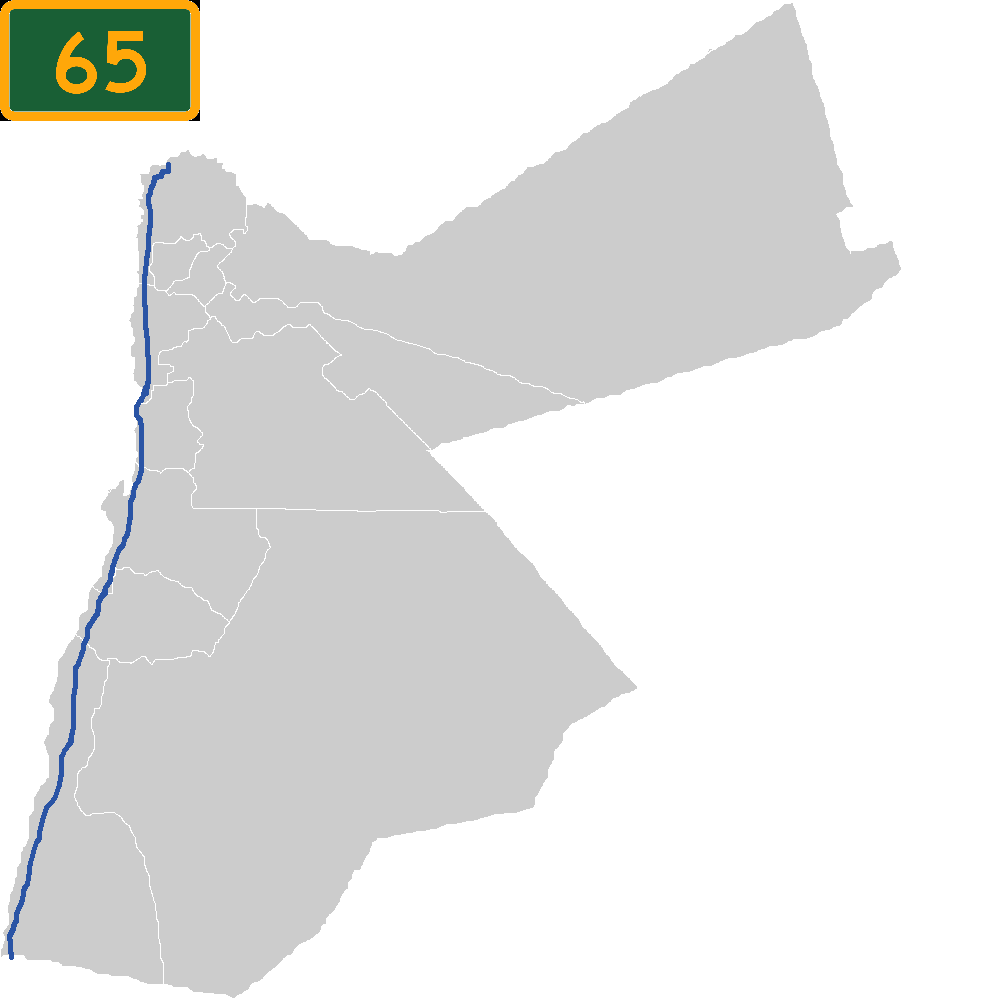
Schéma silnice na mapě Jordánska.

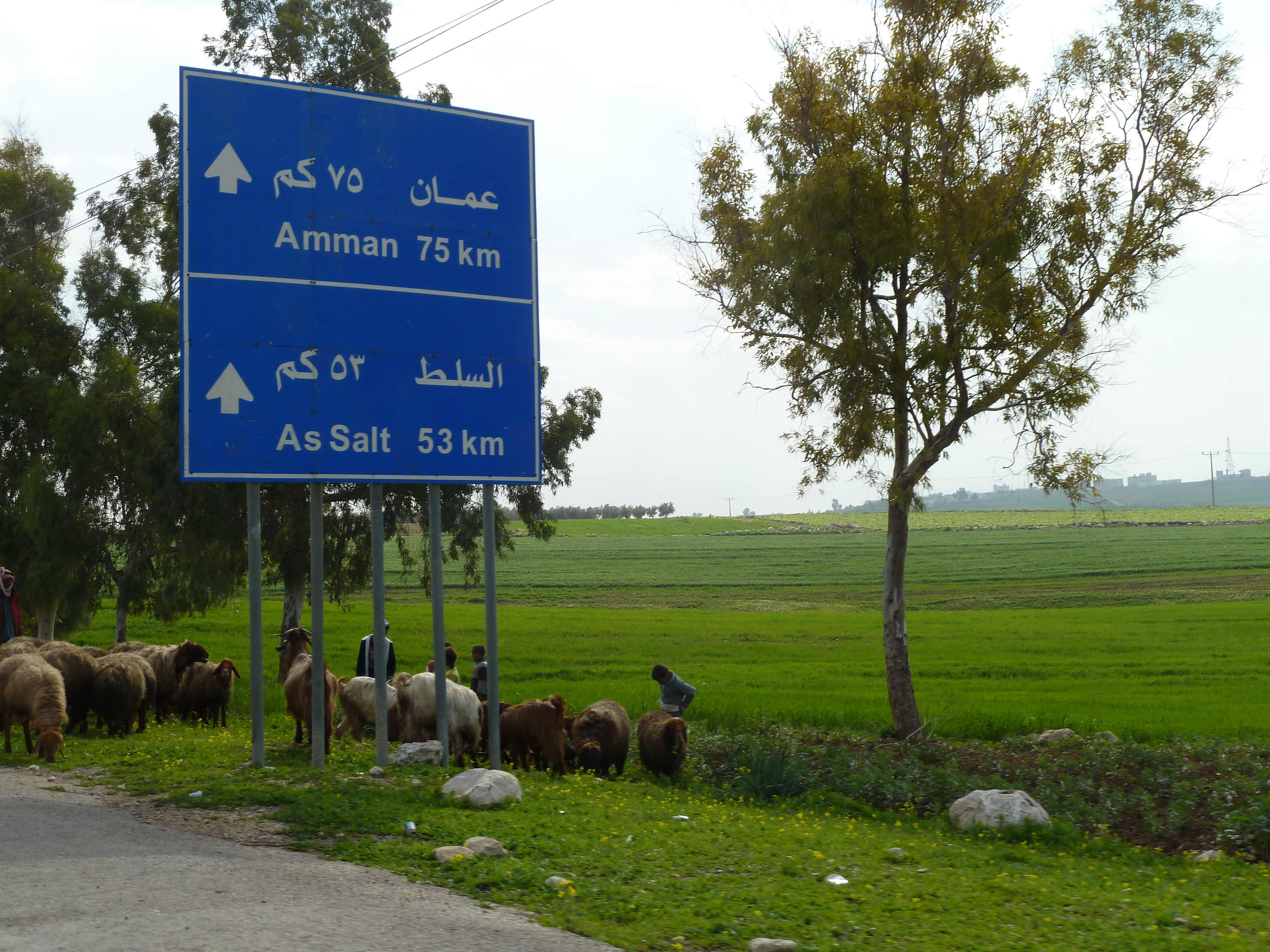
Silnice v údolí Jordánu.

Silnice 65 v Jordánsku se nachází v jižní části země. Je vedena severo-jižním směrem, v údolí řeky Jordán při hranici se sousedním Izraelem a Západním břehem Jordánu. Její celková délka činí 375 km.
Silnice se nachází v trase starověké stezky a později i římské cesty.

## Trasa
Na svém severním okraji silnice začíná u obce Aš Šuná al-Samílíjá u hranice s Izraelem. Odtud vede jižním směrem údolím řeky Jordánu při úpatí hor intenzivně zemědělsky využívanou krajinou. Zhruba po patnácti kilometrech od silnice směřuje odbočka západním směrem do Izraele do města Bejt Še'an, později z ní odbočuje i silnice č. 20 do města Andžara a Džaraš.
Od samotné jordánské metropole Ammán vede silnice zhruba 30 km západním směrem. Východně od města Jericho a severně od Mrtvého moře vede ze silnice odbočka směrem hraničnímu přechodu na Allenbyho mostě. Zde se na silnici č. 65 napojuje také hlavní dopravní tah z metropole Ammánu. Ve své centrální částí má trasa podobu čtyřproudé rychlostní komunikace, ovšem bez mimoúrovňových křížení. Silnice zde zajišťuje přístup pro turistické resorty u Mrtvého moře, k němuž postupně klesá až k nadmořské výšce 400 m pod úrovní moře. Rozšíření silnice bylo uskutečněno v 21. století[zdroj?] v souvislosti s investicemi do hlavních jordánských silnic v souhrnné hodnotě 1,8 miliardy USD.
Jižně od hlavní oblasti s hotelovými komplexy pokračuje jako silnice s dvěma pruhy po pobřeží Mrtvého moře. Je vedena náročným terénem po mořském pobřeží, od jordánského vnitrozemí ji oddělují vysoké skály. Po silnici je také možný přístup k ústí údolí Vádí Mudžíb do Mrtvého moře.
Dále na jih se silnice napojuje v obci Al Mazrá na dopravní tah č. 50, který vede horským údolím do města Karak. Odtud dále pokračuje silnice pouštní krajinou okolo povrchových dolů do přístavu Akaba a po břehu Rudého moře až k státní hranici se Saúdskou Arábií.

## Historie
Moderní silnice byla v této trase budována v druhé polovině 70. let jako alternativa ke starší King's Highway. Cílem bylo lépe dopravně napojit odlehlý přístav Akaba na zbytek jordánské silniční sítě. 

## Význam
Silnice má značný význam pro západní část země. Umožňuje spojení měst v hornatých částech Jordánska severozápadně od Ammánu s jihem státu i mimo jordánskou metropoli. 
Z hlediska turistického ruchu je potom klíčovou silnicí pro přístup k Mrtvému moři. Pro potřeby jordánského průmyslu zajišťuje dopravní spojení s lokalitami, kde se těží [[Uhličitan draselný]potaš]].
Ve své jižní části zajišťuje po King's Highway a pouštní dálnici jako třetí přístup k hlavnímu jordánskému přístavu, Akabě.

## Sídla
Na této silnici se nacházejí následující větší sídla (od severu k jihu):
Aš Šuná al-Samílíjá – Chirbát al-Šajch Muhammad – Karajmá – Aš Šagúr – (Mrtvé moře) – Al Mazrá – Al Sáfí – Akaba – Tala Bay – státní hranice se Saúdskou Arábií.